# Tetrathemis corduliformis
Tetrathemis corduliformis là một loài chuồn chuồn ngô thuộc họ Libellulidae. Nó được tìm thấy ở Cộng hòa Dân chủ Congo, Kenya, và Uganda. Môi trường sống tự nhiên của nó là các khu rừng đất thấp ẩm nhiệt đới và cận nhiệt đới.